# Calle del Moro Zeit
La calle del Moro Zeit es una vía pública de la ciudad española de Valencia.

## Descripción
La vía, que tiene entidad y título propios desde el siglo XIX, discurre desde la calle de Santa Teresa hasta la plaza del Tossal. Con el nombre recuerda a Zayd Abu Zayd, último gobernador almohade de la ciudad. Aparece descrita en el segundo tomo de la Valencia histórica y topográfica (1863) de Vicente Boix con las siguientes palabras:

Moro Zeit (Calle del). Se entra por la de Santa Teresa y sale al Tros-alt. Ocupa, como las del Rey D. Jaime y de la Conquista, parte del terreno que fue convento de las monjas de la Puridad.
(Boix, 1863, p. 47)